# Davey Graham
David Michael Gordon „Davey“ Graham (* 26. November 1940 in Hinckley; † 15. Dezember 2008 in London) war ein englischer Folk- und Fingerstyle-Gitarrist und Komponist.

## Leben
Grahams Vater stammte von der Isle of Skye, seine Mutter aus Guyana. Er wuchs in Londons Stadtteil Notting Hill auf und erhielt seine erste Gitarre im Alter von 16 Jahren.
In den 1960er Jahren wurde er zu einem der einflussreichsten Gitarristen der Folk- und Fingerpickingszene. Ab 1962 veröffentlichte er regelmäßig Alben. Sein Musikstil wird zuweilen als eklektizistisch beschrieben und verarbeitet unterschiedlichste Einflüsse. So war Graham einer der ersten Gitarristen, die die DADGAD-Stimmung einsetzten. Bei einer Reise durch Marokko versuchte er mit der DADGAD-Stimmung die Spielweise der Oud auf die Gitarre zu übertragen. Auf dem Album Dance for Two People spielt Graham neben Gitarre auch Oud und Sarod.
Er galt als exzentrischer und obsessiver Musiker, dem materieller Erfolg kaum wichtig war (er lebte in einem kleinen Haus in Camden Town) und der von seiner Musik vollkommen eingenommen sein konnte. So berichtet Robin Denselow, Graham habe in seinem Garten gespielt und dabei nicht einmal bemerkt, dass das Nachbarhaus zu brennen begann.
Graham gilt, zusammen mit John Renbourn, Bert Jansch, John Fahey und Martin Carthy, als prägende Figur des Fingerstyle der sechziger Jahre. Bereits auf seiner ersten Veröffentlichung, der EP 3/4 AD (1962) war seine bekannteste Komposition Angi enthalten. Dieses Stück wurde zu einem der Standards des Fingerstyle und häufig von anderen Gitarristen gespielt. 
Anfang der 1970er Jahre heiratete er, bereits heroinabhängig, die amerikanische Künstlerin Holly Gwinn, mit der er 24 Jahre verheiratet blieb. Graham starb 2008 in London an Krebs.

## Diskographie (Auswahl)
Grahams komplette Diskographie enthält eine Reihe von Wiederveröffentlichungen und Beiträge auf Samplern, die hier nicht aufgeführt sind.
- 3/4 AD, Topic Records, 1962 (EP, mit Alexis Korner)
- From London To Hootenanny, Decca, 1963 (EP)
- Acetate, Pye Records, 1963 (EP)
- The Guitar Player, Golden Guinea, 1963 (mit Bobby Graham)
- Folk, Blues and beyond, Decca, 1964
- Folk Roots, New Routes, Decca, 1964 (mit Shirley Collins)
- Midnight Man, Decca, 1966
- Large As Life & Twice As Natural, Decca, 1968 (mit Dick Heckstall-Smith, Jon Hiseman, Harold McNair und Danny Thompson)
- Both Sides Now, Decca, 1968 (mit Danny Thompson)
- Hat, Decca, 1969 (mit Shirley Collins)
- The Holly Kaleidoscope, Decca, 1970 (mit Holly Gwyn)
- Godington Boundry, President, 1970 (mit Holly Gwyn)
- All That Moody, Eron, 1976
- The Complete Guitarist, Kicking Mule, 1977
- Dance for Two People, Kicking Mule, 1979
- Playing In Traffic, Cracked Probe, 1993
- After Hours, Rollercoaster Rec., 1997 (Liveaufnahme von 1967)